# We Run This
"We Run This" - третий американский сингл рэперши Мисси Элиот с её альбома 2005 года The Cookbook, и главный сингл с её сборника 2006 года Respect M.E.. Песня содержит семплы из кавер-версии песни группы The Shadows "Apache, исполненная The Sugarhill Gang. В США релиз состоялся в начале 2006 года, и там он смог достичь 48 места в Billboard Hot 100. В Великобритании релиз состоялся 21 августа, и сингл смог снова попасть в Top-40.

## Награды
Песня в 2007 году была номинирована на премию Грэмми в категории "Best Rap Solo Performance".

## Список композиций
UK CD
1. "We Run This" (Расширенная альбомная версия)
2. "Teary Eyed" (Клубный ремикс от Tief Schwarz)

UK винил
1. "We Run This" (Расширенная альбомная версия)
2. "We Run This" (Инструментал)
3. "We Run This" (А капелла)
4. "Teary Eyed" (Клубный ремикс от Tief Schwarz)

US 12" промо
1. "We Run This" (Расширенная альбомная версия)
2. "We Run This" (Улучшенная версия)
3. "We Run This" (Инструментал)
4. "Meltdown" (Расширенная версия)
5. "Meltdown" (Улучшенная версия)
6. "Meltdown" (Инструментал)

## Официальные версии
- "We Run This" (Расширенная версия) / (Расширенная альбомная версия)
- "We Run This" (Улучшенная версия) / (Улучшенная версия w/o Manicure Interlude)
- "We Run This" (А капелла)
- "We Run This" (Инструментал)

## Чарты
| Чарт(2006)             | Наивысшее место |
| ---------------------- | --------------- |
| Австралия              | 23              |
| Billboard Hot 100      | 48              |
| UK Singles Chart       | 38              |
| UK Urban Singles Chart | 7               |
| Япония                 | 20              |
| Ирландия               | 30              |
| Германия               | 73              |